# 四国航空
四国航空株式会社（しこくこうくう）は、ヘリコプターによる資材運送、電力関連、航空写真・映像、遊覧飛行等を行う会社である。

## 概要
1956年（昭和31年）にセスナ機1機（せと号）を所有する航空会社としてスタート。その後、航空事業ではヘリコプターの導入、サービス事業では航空代理店や旅行代理店などへの参入を果たし、今日に至っている。
航空機事業は、ヘリコプターおよびヘリに搭載したハイビジョンカメラを活用して実施する送電線の巡視・点検や、山岳地や離島工事に伴う物資輸送、さらには国土交通省地方整備局や近隣県の防災ヘリ・ドクターヘリの受託運航を通じ、電力の安定供給や地域の防災・救急医療に貢献している。

## 事業内容

### 資材運送
物資輸送、ロープ延線、災害復旧

### 電力関連
送電線鉄塔建設、送電線巡視、送電線保守点検

### 各種航空事業
経営統合以前の日本エアシステムの香川地区総代理店だった流れで、高松空港に於ける日本航空の地上業務を受託している。また、高松空港の売店も運営している。

### 旅行業
本社に旅行センターを併設している。観光庁長官登録旅行業第1404号。

### 防災ヘリ・ドクターヘリ運航受託
- 消防防災ヘリコプター
  - 岡山県消防防災航空隊
  - 徳島県消防防災航空隊
  - 香川県防災航空隊
- 災害対策用ヘリコプター
  - 四国地方整備局